# Graphania dentata
Graphania dentata là một loài bướm đêm trong họ Noctuidae.